# Antonio Salviati
Antonio Salviati (Vicenza, 1816. március 16. – Velence, 1890. január 25.) olasz mozaikművész és iparos.

## Élete
A jogot a padovai és bécsi egyetemen végezte és ügyvédi pályára lépett. Egy római utazás, ahol alkalma volt a középkornak hires mozaikműveit szemlélni és George Sand Les maitres mosaistes című könyvének olvasása ébresztette benne a gondolatot, hogy újra életre hívja ezt a hajdan oly híres művészetet. Murano szigetén gyárat alapított, s művei az 1862. évi londoni világkiállításon feltűnést keltettek. Gyárával iskolát kötött össze, ahonnét tehetséges művészek kerültek ki. Salviati azonfelül a velencei híres poharak művészetét újította fel a középkori gyártási módszer szerint és 1867-ben egy részvénytársaságot alapított, melynek tíz éven át igazgatója volt. Legnevezetesebb munkái és restaurálásai: a westminsteri apátság, a windsori kápolna, a londoni Szent Pál székesegyház, a párizsi nagy opera előcsarnoka, a velencei Szent Márk-templom, a londoni South Kensington múzeum, a linzi templom, az erfurti székesegyház, a washingtoni parlament-épület, a Villa Pringsheim Berlinben és kiválólag az Aix-de-Chapelle székesegyházának restaurálása.